# Anthurium torraense
Anthurium torraense är en kallaväxtart som beskrevs av Thomas Bernard Croat. Anthurium torraense ingår i släktet Anthurium och familjen kallaväxter. Inga underarter finns listade.